# (100009) 1988 RQ4
(100009) 1988 RQ4 es un asteroide perteneciente al cinturón de asteroides, descubierto el 1 de septiembre de 1988 por Henri Debehogne desde el Observatorio de La Silla, Chile.

## Designación y nombre
Designado provisionalmente como 1988 RQ4.

## Características orbitales
1988 RQ4 está situado a una distancia media del Sol de 2,256 ua, pudiendo alejarse hasta 2,766 ua y acercarse hasta 1,746 ua. Su excentricidad es 0,226 y la inclinación orbital 0,793 grados. Emplea 1238 días en completar una órbita alrededor del Sol.

## Características físicas
La magnitud absoluta de 1988 RQ4 es 16,6.